# Thit Jensen
Marie Kirstine Dorothea Jensen, más conocida como Thit Jensen, (Farsø, 19 de enero de 1876 – Bagsværd, 14 de mayo de 1957) fue una novelista, escritora de cuentos y dramaturga danesa. Fue una destacada oradora y luchó toda su vida por el derecho de la mujer a elegir sobre su propia maternidad. Defendía la distinción entre procreación y sexualidad, y abogaba por que las mujeres tuvieran acceso a la educación y a fuentes de ingresos propias. Aunque personalmente estaba en contra del aborto, consideraba que las mujeres debían tener la opción de elegir.

## Trayectoria
Nació en Farsø, un pueblo de la península de Jutlandia. Fue la cuarta de doce hermanos, entre ellos el Premio Nobel de Literatura Johannes Vilhelm Jensen. Las penalidades que sufrió su madre en sus sucesivos partos marcaron para siempre su visión de la maternidad. Durante uno de los partos, se le reventaron ambos tímpanos y se quedó sorda para siempre. Otro le causó una lesión de espalda tan severa que la obligó a llevar un pesado corsé de hierro que le destrozó las caderas. Atestiguar todo este sufrimiento fue determinante para que Jensen se decidiera a trabajar por la libertad de las mujeres de elegir sobre su propia maternidad.
Jensen amaba y admiraba a su hermano Johannes, pero cuando se mudó a Copenhague en 1900 con la intención de convertirse en escritora, Johannes, que por entonces ya era un autor consagrado, se negó a ayudarla. Consideraba que era poco sofisticada y una vergüenza. Sin el apoyo de su hermano, Jensen se vio obligada a mudarse a un trastero en el que, a cambio de servir el café del desayuno y de hacer recados, vivía y recibía una rebanada de pan centeno y un vaso de leche al día: su único alimento durante varios años.
Entre 1912 y 1918, estuvo casada con el pintor Henning Fenger.
Jensen se convirtió en una famosa conferenciante y defensora de la maternidad libre. Dado que en aquella época no se podía hablar en público sobre los métodos anticonceptivos y el aborto, sus conferencias eran tan escandalosas como populares. Fundó dos asociaciones: la Frivilligt Moderskab (Maternidad Libre), cuyo objetivo era trabajar en la educación sexual y la anticoncepción, y la Københavns Husmoderforening (Asociación de Amas de Casa de Copenhague), en 1920.
En las décadas de 1920 y 1930, fue junto con Jonathan Leunback la principal figura asociada a la campaña por la «maternidad libre» para informar a la gente sobre los métodos anticonceptivos y animarla a utilizarlos para controlar el tamaño de sus familias.
Jensen aplicó argumentos eugenésicos al problema del control de la natalidad. Aseveraba que el control de la natalidad reduciría el número de nacimientos de bebés enfermos; un argumento eugenésico que mezclaba con argumentos feministas, ya que también explicó que el control de la natalidad liberaría a las mujeres del miedo a los embarazos no deseados y su dependencia de los hombres. Jensen argumentaba que unas criaturas «mejor alimentadas», «mejor criadas» y «mejor educadas» también serían superiores desde un punto de vista genético. Su visión de la eugenesia y de la liberación de las mujeres estaba basado en un sentido de responsabilidad colectivo y situaba los intereses individuales por debajo de los sociales.
En 1924 cofundó la Foreningen for Seksuel Oplysning (Asociación por la Educación Sexual).
Jensen recibió en 1935 el Tagea Brandt Rejselegat, un premio danés concedido a las mujeres que han realizado una contribución significativa a la ciencia, a la literatura o al arte. En 1940 fue reconocida con el premio literario y de divulgación científica Holberg-Medaljen.
Jensen murió en 1957.

## Obra[10]
Publicó su primera novela, To Søstre (Dos hermanas), en 1903. Al igual que su novela Familien Storm (Tormenta familiar, 1904), está protagonizada por una mujer artista.
En Martyrium (Martirio, 1905) y Ørkenvandring (A través del desierto, 1907), ponía en evidencia las consecuencias de la explotación por parte de la sociedad del deseo de las mujeres de encontrar el amor y de ser madres. Sarah, en Martyrium, quien antes de casarse con el propietario de un hotel alcohólico había dado a luz a un hijo a cuyo padre amaba, no comprende por qué mantener su matrimonio con un torturador déspota es una decisión responsable y natural, mientras que sus experiencias en el pasado son etiquetadas de pecaminosas. El mismo tema varía ligeramente en Ørkenvandring, donde una mujer dotada para la música se casa con un hombre indolente que la deja sin propiedades y se niega a mantener a una familia cada vez más numerosa. Una vez más, el texto defiende que lo único que puede aliviar la situación es un papel más igualitario para la mujer, apuntalado sobre un sistema de apoyo social.
Sus siguientes novelas Hemskoen (La rémora, 1912), Jorden (La Tierra, 1915) y Gerd. Det tyvende Aahundredes Kvinde (Gerd. La mujer del siglo XX, 1918), que representan su momento artístico culmen, describen la ambivalencia entre el amor y el trabajo. En concreto, Gerd, su novela más conocida, explora la conciencia femenina en el contexto del proceso de socialización. Gerd, desde muy temprana edad, es consciente de los tres estratos de su identidad: es la hija del pastor, la niña que se divierte jugando con sus amigos y su yo íntimo y privado, su mundo interior en busca de una voz propia en su diario. Pero también encuentra su expresión en las descripciones de la isla de Fur, en un fiordo del norte de Jutlandia. Tras estas declaraciones de autoafirmación, las posibilidades que la sociedad le ofrece son de una limitación patética. Gerd, tras romper su compromiso con el asistente de su padre, decide marcharse a Copenhague.
En su novela Den erotiske hamster (El hámster erótico, 1918), que escribió con su divorcio como amargo telón de fondo, y en Aphrodite fra Fuur (Afrodita de Fur, 1925), cuestiona la visión de la identidad femenina. En cambio, es en una serie de novelas históricas, como Af blod er du kommet (Vienes de la sangre, 1928), Jørgen Lykke I-II (1931), Stygge Krumpen I-II (1936) y Valdemar Atterdag I-VII (Valdemar IV de Dinamarca, 1940-1953), donde indaga en la relación entre la vida y el deseo. Es recordada por sus novelas históricas; sin embargo, su escritura sobre la vida contemporánea ha sido redescubierta en recientes investigaciones sobre la literatura escrita por mujeres.
Sagn og Syner (Leyendas y Visiones, 1909), Det banker (Llaman a la puerta, 1911) y Jydske Historier (Historias de Jutlandia, 1916) son colecciones de cuentos que expresan el amor de Jensen hacia su Himmerland natal y su interés por lo paranormal.
Toda su obra, salvo el cuento Gerd (Cien años de cuentos nórdicos, Ediciones de la Torre), está inédita en español.
- 19xx, Storken
- 1903, To Søstre
- 1904, Familien Storm
- 1905, Martyrium
- 1907, Prins Nilaus af Danmark
- 1907, Ørkenvandring
- 1909, Sagn og Syner
- 1911, Det banker: 4 historietter
- 1911, Elskovs Forbandelser
- 1911, I Messias' Spor
- 1912, Hemskoen
- 1913, Højeste Ret
- 1915, Jorden
- 1915, Stærkere end Tro
- 1916, Jydske historier
- 1917, Hr. Berger intime
- 1918, Hævnen
- 1918, Kærlighedens kåbe
- 1918, Gerd
- 1919, Den Erotiske Hamster
- 1919, Det evigt Mandige
- 1919, Kongen af Sande
- 1921, Den evige længsel
- 1924, Frivilligt Moderskab
- 1924, Mit foredrag: Frivilligt Moderskab
- 1925, Aphrodite fra Fuur
- 1926, Børnebegrænsning: Hvorfor - hvordan?
- 1928, Af blod er du kommet
- 1931, Jørgen Lykke: Rigets sidste ridder
- 1934, Nial den Vise
- 1936, Bidrag
- 1936, Stygge Krumpen
- 1940, Valdemar Atterdag
- 1943, Drotten
- 1946, Rigets Arving
- 1950, Hvorfra? Hvorhen?
- 1953, Atter det skilte
- 1954, Den sidste Valkyrie
- 1955, Spøgelseskareten og andre noveller
- 1956, Gylden Høst: Et sommersmil
- 1956, Palle Ravns rejse i himmelrummet
- 1978, Et smil i julen
- 1990, Fru Astrid Grib

## Reconocimientos
- Tagea Brandt Rejselegat, 1935
- Holberg-Medaljen, 1940